# 25119 Kakani
25119 Kakani (tên chỉ định: 1998 RA72) là một tiểu hành tinh vành đai chính. Nó được phát hiện bởi dự án Nghiên cứu tiểu hành tinh gần Trái Đất Lincoln ở Socorro, New Mexico, ngày 14 tháng 9 năm 1998. Nó được đặt theo tên Pragya Kakani, an American high school student whose physics và astronomy team project won second place ở the 2008 Giải thưởng Khoa học và Kỹ thuật Intel.